# Union du végétal
Le Centre spirite Union du végétal (portugais : Centro Espírita Beneficente União do Vegetal), ci-après UDV, est une société religieuse fondée le 22 juillet 1961 par José Gabriel da Costa, connu comme maître Gabriel. L'UDV cherche à promouvoir la paix et à « travailler pour l'évolution de l'être humain dans le sens de son développement spirituel », comme il est écrit dans ses statuts. L'institution compte aujourd'hui plus de 18 000 membres, répartis dans plus de 200 chapitres locaux situés dans tous les États du Brésil, ainsi qu'au Pérou, en Australie et dans plusieurs pays en Europe et aux États-Unis. Le "Végétal" se réfère au sacrement de l'UDV, l'ayahuasca ou hoasca. Cette boisson est préparée par l'ébullition de deux plantes, Mariri (Banisteriopsis caapi) et Chacrona (Psychotria viridis), qui sont toutes deux natives de la forêt amazonienne.
Lors de leurs cérémonies, les membres boivent l'ayahuasca pour la concentration mentale et l'expérience mystique qu'elle procure. 